# FA Cup 1893/94

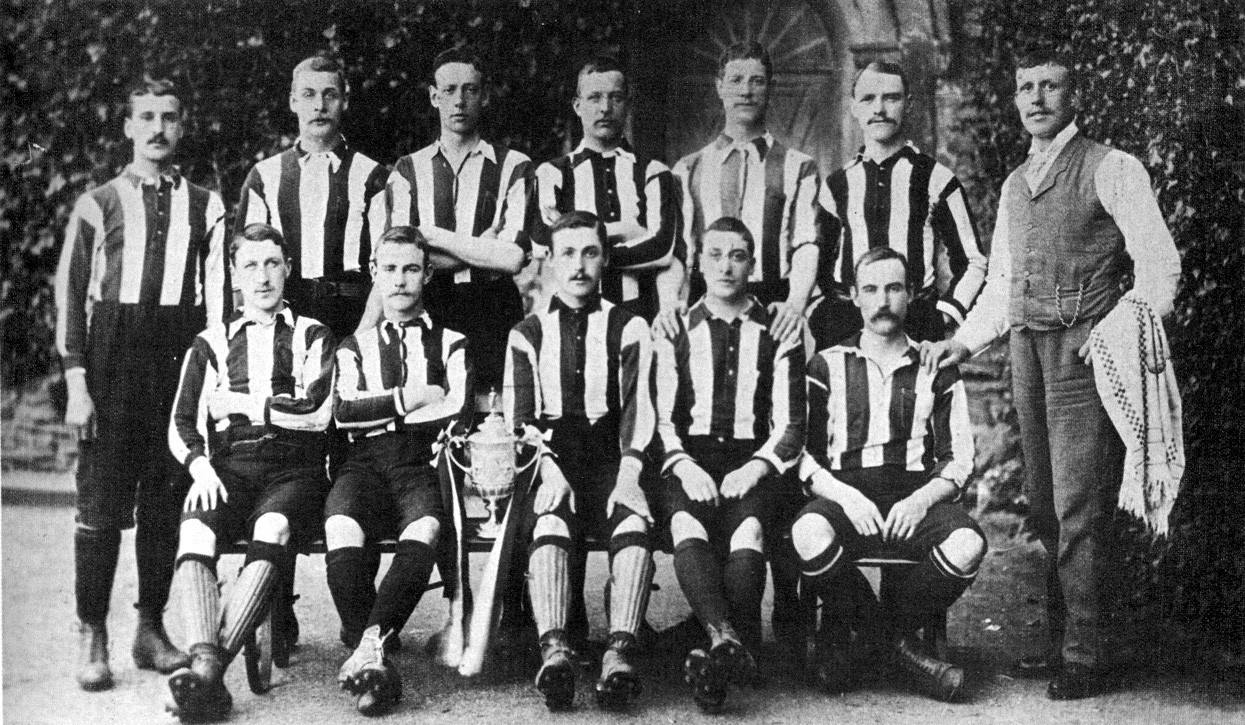
Die Siegermannschaft von Notts County (1894).

Der FA Cup 1893/94 war die 23. Austragung des The Football Association Challenge Cup (meist als FA Cup bekannt).
Der Pokalwettbewerb startete mit der Qualifikation zwischen dem 14. Oktober 1893 und dem 23. Dezember 1893 sowie anschließend mit der ersten Hauptrunde ab dem 27. Januar 1894. Sie endete mit dem Finalspiel im Goodison Park in Liverpool am 31. März 1894 vor einer Kulisse vor offiziell 37.000 Zuschauern. Sieger des Wettbewerbs wurde zum ersten Mal Notts County. Unterlegener Finalist waren die Bolton Wanderers.

## Wettbewerb

### Erste Hauptrunde
| Datum           |                          | Ergebnis |                         |
| --------------- | ------------------------ | -------- | ----------------------- |
| 27. Januar 1894 | Aston Villa              | 4:2      | Wolverhampton Wanderers |
| 27. Januar 1894 | Derby County             | 2:0      | FC Darwen               |
| 27. Januar 1894 | Leicester Fosse          | 2:1      | FC South Shore          |
| 27. Januar 1894 | FC Liverpool             | 3:0      | Grimsby Town            |
| 27. Januar 1894 | Middlesbrough Ironopolis | 2:1      | Luton Town              |
| 27. Januar 1894 | Newcastle United         | 2:0      | Sheffield United        |
| 27. Januar 1894 | Newton Heath             | 4:0      | FC Middlesbrough        |
| 27. Januar 1894 | Nottingham Forest        | 1:0      | Heanor Town             |
| 27. Januar 1894 | Notts County             | 1:0      | FC Burnley              |
| 27. Januar 1894 | Preston North End        | 18:0     | FC Reading              |
| 27. Januar 1894 | Small Heath              | 3:4      | Bolton Wanderers        |
| 27. Januar 1894 | Stockport County         | 0:1      | Burton Wanderers        |
| 27. Januar 1894 | FC Stoke                 | 1:0      | FC Everton              |
| 27. Januar 1894 | AFC Sunderland           | 3:0      | FC Accrington           |
| 27. Januar 1894 | West Bromwich Albion     | 2:3      | Blackburn Rovers        |
| 27. Januar 1894 | Woolwich Arsenal         | 1:2      | The Wednesday           |

### Zweite Hauptrunde
| Datum            |                   | Ergebnis |                          |
| ---------------- | ----------------- | -------- | ------------------------ |
| 10. Februar 1894 | Burton Wanderers  | 1:2      | Notts County             |
| 10. Februar 1894 | Leicester Fosse   | 0:0      | Derby County             |
| 10. Februar 1894 | FC Liverpool      | 3:2      | Preston North End        |
| 10. Februar 1894 | Newcastle United  | 1:2      | Bolton Wanderers         |
| 10. Februar 1894 | Newton Heath      | 0:0      | Blackburn Rovers         |
| 10. Februar 1894 | Nottingham Forest | 2:0      | Middlesbrough Ironopolis |
| 10. Februar 1894 | The Wednesday     | 1:0      | FC Stoke                 |
| 10. Februar 1894 | AFC Sunderland    | 2:2      | Aston Villa              |

#### Wiederholungsspiele
| Datum            |                  | Ergebnis |                 |
| ---------------- | ---------------- | -------- | --------------- |
| 17. Februar 1894 | Blackburn Rovers | 5:1      | Newton Heath    |
| 17. Februar 1894 | Derby County     | 3:0      | Leicester Fosse |
| 21. Februar 1894 | Aston Villa      | 3:1      | AFC Sunderland  |

### Dritte Hauptrunde
| Datum            |                   | Ergebnis |                  |
| ---------------- | ----------------- | -------- | ---------------- |
| 24. Februar 1894 | Bolton Wanderers  | 3:0      | FC Liverpool     |
| 24. Februar 1894 | Derby County      | 1:4      | Blackburn Rovers |
| 24. Februar 1894 | Nottingham Forest | 1:1      | Notts County     |
| 24. Februar 1894 | The Wednesday     | 3:2      | Aston Villa      |

#### Wiederholungsspiel
| Datum        |              | Ergebnis |                   |
| ------------ | ------------ | -------- | ----------------- |
| 3. März 1894 | Notts County | 4:1      | Nottingham Forest |

### Halbfinale
Die beiden Spiele wurden am 10. März 1894 ausgetragen.
|                  | Ergebnis |                  | Ort                 |
| ---------------- | -------- | ---------------- | ------------------- |
| Notts County     | 1:0      | Blackburn Rovers | Sheffield           |
| Bolton Wanderers | 2:1      | The Wednesday    | Fallowfield Stadium |

### Finale
| Notts County                                        | Notts County | Bolton Wanderers | Bolton Wanderers |
| --------------------------------------------------- | --- | --- | ---------------- |
| Notts County                                        | \| Finale \| \| Samstag, 31. März 1894 in Liverpool (Goodison Park) \| \| Ergebnis: 4:1 (2:0) \| \| Zuschauer: 37.000 \| \| Schiedsrichter: C. J. Hughes \| \| Spielbericht \| | \| Finale \| \| Samstag, 31. März 1894 in Liverpool (Goodison Park) \| \| Ergebnis: 4:1 (2:0) \| \| Zuschauer: 37.000 \| \| Schiedsrichter: C. J. Hughes \| \| Spielbericht \| | Bolton Wanderers |
| Notts County                                        | George Toone – Fay Harper, Jack Hendry – Charlie Bramley, Davie Calderhead, Alf Shelton – Arthur Watson, Sam Donnelly, James Logan, Dan Bruce, Harry Daft                      | John Sutcliffe – Harry Gardiner, Di Jones – Alex Paton, Archie Hughes, Harry Gardiner – Jim Wilson, Robert Tannahill, Jim Cassidy, Joe Dickenson, Handel Bentley               | Bolton Wanderers |
| Notts County                                        | 1:0 Arthur Watson (18.) 2:0 James Logan (29.) 3:0 James Logan (67.) 4:0 James Logan (70.)                                                                                      | 4:1 Jim Cassidy (87.) | Bolton Wanderers |
| Finale                                              | | |                  |
| Samstag, 31. März 1894 in Liverpool (Goodison Park) | | |                  |
| Ergebnis: 4:1 (2:0)                                 | | |                  |
| Zuschauer: 37.000                                   | | |                  |
| Schiedsrichter: C. J. Hughes                        | | |                  |
| Spielbericht                                        | | |                  |